# 龍山電子商街

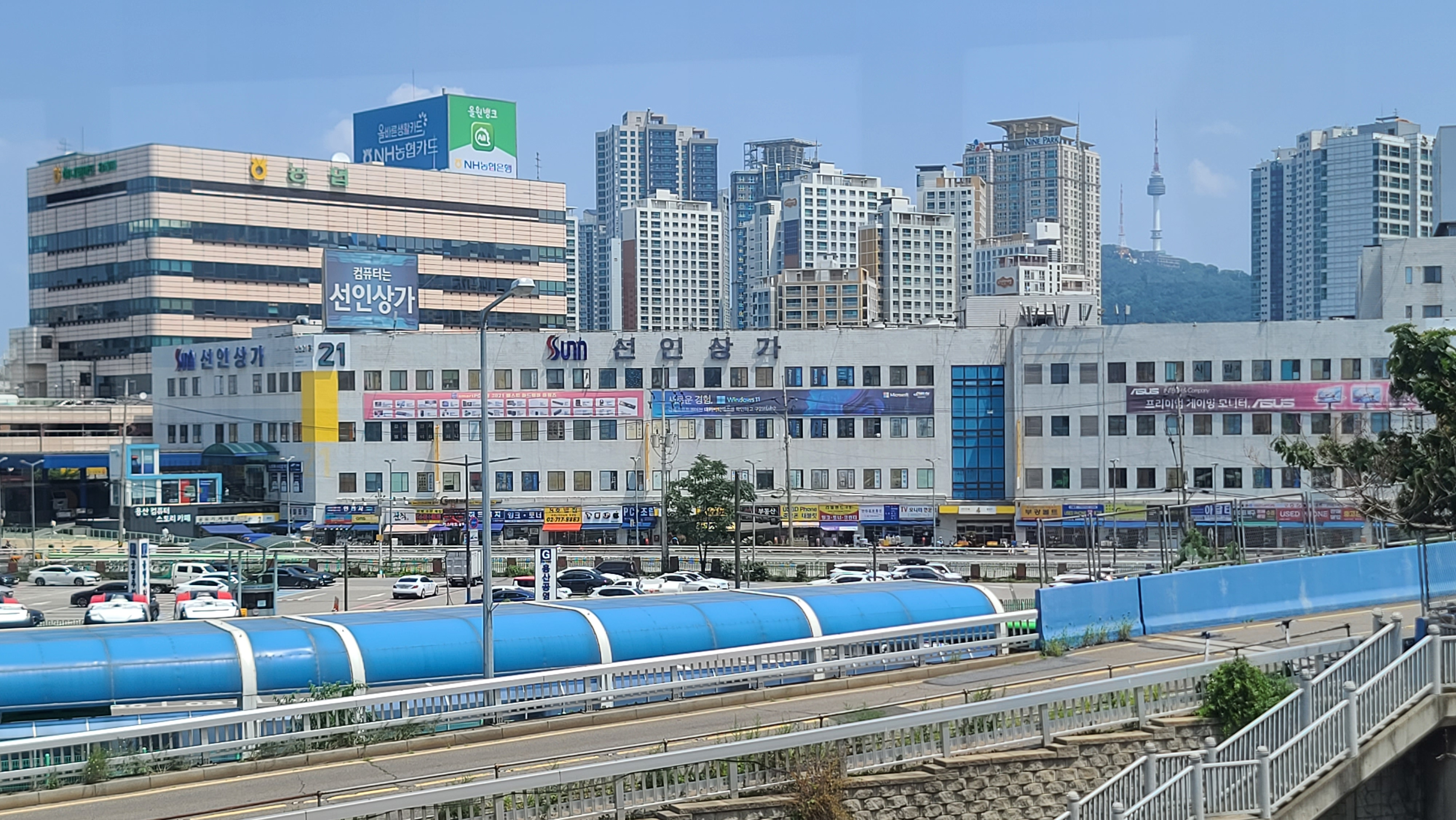

龍山電子商街（よんさんでんししょうがい、朝鮮語: 용산전자상가）とは、龍山駅に隣接している電気街。龍山駅の西口から線路を跨ぐ関係で空中通路で以て電気店のテナントが多く入居しているビルに隣接している。
そのビルを1Fから抜けた所に道路を挟んで周辺が電気街となっており、規模としては東京の秋葉原と同じ位かほんの少し小さめ、大阪の日本橋とほとんど同じくらい、である。
同地では激しい客引きが多い。